# Лонгфорд – Мельбурн
Лонгфорд — Мельбурн — газопровід на півдні Австралії.
У 1969 році почалась розробка офшорних родовищ басейну Гіпсленд, продукція яких надходила на береговий газопереробний завод Лонгфорд. Останній продукував товарний газ, для видачі якого проклали газопровід довжиною 174 кілометри та діаметром 750 мм до Данденонгу на сході мельбурнської агломерації. Також в якийсь момент спорудили ділянку завдовжки 36 кілометрів та тим самим діаметром 750 мм від Данденонгу до промислового району на заході Мельбурну.
Наприкінці 1970-х першу ділянку газопроводу підсилили лупінгом довжиною 65 кілометрів та діаметром 750 мм, що дозволило подати ресурс для ТЕС Джераланг та на вихідну точку газопроводу Морвелл – Мельбурн (раніше транспортував штучний газ).
На початку 1980-х виникло сполучення з сховищем природного газу Данденонг.
З 2006-го додатковий ресурс до системи подав газопереробний завод Ланг-Ланг, перемичку від якого вивели до Пакенхему (дещо на схід від Данденонгу).
Протранспортоване по Лонгфорд — Мельбурн блакитне паливо може передаватись до трубопроводів Мельбурн – Мумба-Сідней, Мельбурн – Айона та Мельбурн – Коріо. Також від Лонгфорд — Мельбурн, окрім зазначеної вище ТЕС Джераланг, отримують чи отримували живлення ТЕС Воллей-Пауер, ТЕС Ньюпорт, ТЕС Сомертон, ТЕС Лавертон-Норт і завод метанолу у Лавертоні.